# 절연체

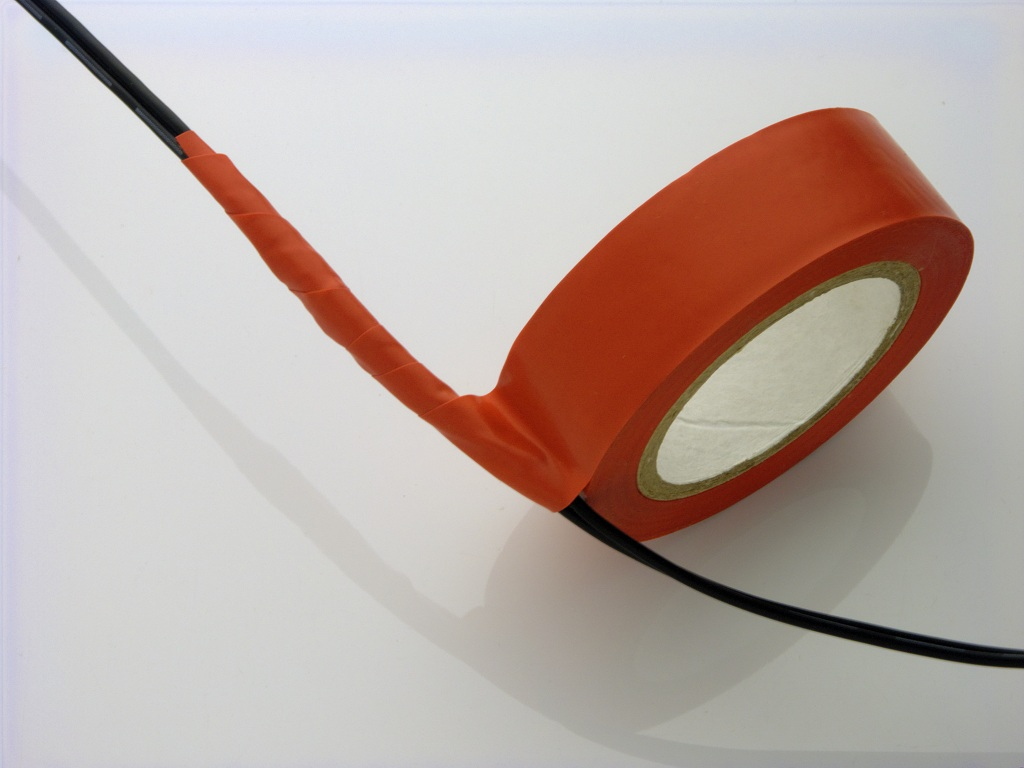
전기 절연 테이프

절연체 (絕緣體, 영어: insulator) 또는 절연물은 전기나 열을 전달하기 어려운 성질이 있는 물질의 총칭이다. 전기를 통하기 쉬운 도체 (전기 전도체)와 비교해서 부도체(不導體)라고도 한다. 그리고 절연체는 유전체의 성질을 갖는다.
절연체와 유전체는 실제 물질은 같지만 그 의미를 약간 다르게 사용한다. 절연 애자와 같이 절연체는 전기를 잘 통하지 않는 목적으로 많이 사용되었으나 최근에는 절연체(유전체)가 가지는 능동적인 특성을 이용하여 다양한 응용에 널리 사용되고 있다. 그래서 최근에는 절연체보다는 유전체라는 용어가 더 많이 사용된다.

## 역사
절연체를 이용한 최초의 전기 시스템은 전보선이다.
대량으로 사용된 최초의 유리형 절연체는 실이 꿰어있지 않은 핀홀을 포함하였다.

## 정의
밴드 이론에서 절연체는 반도체와 동일하게 원자가띠와 전도띠의 사이에 띠틈이 존재하는 상태나 그 상태를 나타내는 물질을 말한다. 반도체보다 띠틈이 큰것이 절연체이지만 이 차이는 명확하지 않는 경우가 있다. 통상적으로, 띠틈이 2 전자볼트 이상이면 절연체로, 미만이면 반도체로 구분한다.
절연체는 공유결합성이나 이온결합성이 큰물질에 많이 있다. 다만 예외적으로 석묵은 층내결합이 큰 공유결합이어도 준금속이다.

## 절연체 종류

### 핀 절연체
전신 또는 핀 (약 3cm 직경의 나무 또는 금속못) 등의 물리적 지지체로 전선을 분리하는 장치이다. 비전도성 재료로 보통 도자기 또는 유리로 만드는 단층 형태이며 가장 초기에 개발 된 오버 헤드 절연체로 분류된다. 최대 33KV의 전력 네트워크에서 사용되며. 단일 또는 다중 핀 절연체를 하나의 물리적 지지대에 사용할 수 있지만 사용되는 절연체의 수는 전압에 따라 다르다. 또한 만약 절연체가 젖으면 외부 표면이 전도되어 절연체의 효과가 떨어진다. 그러므로 단열재는 우산 모양으로 설계되어 단열재의 하부를 비로부터 보호한다. 절연체의 내부를 건조한 상태로 유지하기 위해 절연체 주위에 융기 부분이 있다.

### 걸쇠 절연체
초기에는 걸쇠 절연체가 변형 절연체로 사용되었고, 오늘날은 저전압 분배 라인에 사용된다. 절연체는 수평 또는 수직 위치에서 사용되며 볼트로 폴에 직접 고정하거나 크로스 암에 고정할 수 있다. 비교적으로 과도한 전류가 흐를 때 파손 가능성이 적고 다른 전선들을 부드럽게 고정해 준다.

### 스트레인 절연체
변형절연체 중 하나로, 막 다른 곳이 있거나 전송선에 날카로운 모서리가 있을 때, 선은 변형되는 큰 인장 하중을 견뎌야할 때 사용된다. 그러므로 스트레인 절연체는 필요한 전기 절연 특성뿐만 아니라 상당한 기계적 강도를 가진다.

## 내열등급
내열등급은 일본 산업 규격에서 절연체를 내열 온도별로 분류한 것이다. "내열등급 Y", "내열등급 200"이라고 호칭한다.
| 내열등급 | 최고 허용온도 | 주요재료                                                               | 접착, 충전재료    |
| -------- | ------------- | ---------------------------------------------------------------------- | ----------------- |
| Y        | 90°C          | 솜, 종이, 폴리에틸렌, 폴리염화 비닐, 천연고무                          | 없음              |
| A        | 105°C         | 솜, 종이, 폴리에틸렌, 폴리염화 비닐, 천연고무                          | 절연유, 천연 니스 |
| E        | 120°C         | 폴리에스텔, 에폭시수지, 멜라민수지, 페놀수지, 폴리우레탄 같은 합성수지 | 없음              |
| B        | 130°C         | 운모, 석면, 유리섬유                                                   | 일반 접착제       |
| F        | 155°C         | 운모, 석면, 유리섬유                                                   | 실리콘 알키드수지 |
| H        | 180°C         | 운모, 석면, 유리섬유                                                   | 실리콘수지        |
| 200      | 200°C         | 생운모, 석면, 자기                                                     | 없음              |
| 220      | 220°C         | 생운모, 석면, 자기                                                     | 없음              |
| 250      | 250°C         | 생운모, 석면, 자기                                                     | 없음              |

예전부터 180 °C를 넘는 열을 견디는 절연체는 모두 "C종류"라고 여겨지고 있었다. 현재의 JISC4003에서 세분화된 상표의 250 °C를 넘는 것은 25 °C간격으로 내열등급이 마련되어 있다.

## 같이 보기
- 모트 절연체
- 절연파괴
- 절연 저항계